# Наха
На́ха (яп. 那覇市, なはし, МФА: [naha ɕi̥]?) — місто в Японії, в префектурі Окінава.   Адміністративний центр префектури.  Отримало статус міста 1921 року. Площа становить 39,24 км². Станом на 1 липня 2012 року населення складало 318 510  осіб, густота населення — 8120 осіб/км².     

## Короткі відомості
Розташоване на південному заході префектури, на березі Східнокитайського моря. Центр префектури. Головне місто регіону Окінава. Виникло на базі зовнішнього торговельного порту столиці Сюрі ванства Рюкю. Утворене шляхом об'єднання Сюрі та портового містечка в одне місто. Протягом 1945–1972 років перебувало під окупацією США. Традиційний промисел — поливане гончарство, виготовлення лакованого посуду.

## Історія
Протягом 1429–1871 років територія портового містечка Наха входила до складу Рюкюської держави. 1871 року остання була перетворена на японський автономний уділ Рюкю. 1879 року цей уділ анексувала Японська імперія, яка перетворила його на префектуру Окінава.
Наха отримала статус міста 20 травня 1921 року.

## Транспорт
У 2003 році в місті відкрилася монорейкова дорога, що пов'язує центр міста з міжнародним аеропортом Наха.

## Клімат
Місто знаходиться у зоні, котра характеризується вологим субтропічним кліматом. Найтепліший місяць — липень з середньою температурою 28.9 °C (84 °F). Найхолодніший місяць — січень, з середньою температурою 17 °С (62.6 °F).
| Клімат Нахи             | Клімат Нахи | Клімат Нахи | Клімат Нахи | Клімат Нахи | Клімат Нахи | Клімат Нахи | Клімат Нахи | Клімат Нахи | Клімат Нахи | Клімат Нахи | Клімат Нахи | Клімат Нахи | Клімат Нахи |
| Показник                | Січ.        | Лют.        | Бер.        | Квіт.       | Трав.       | Черв.       | Лип.        | Серп.       | Вер.        | Жовт.       | Лист.       | Груд.       | Рік         |
| Абсолютний максимум, °C | 27          | 25          | 26          | 28          | 30          | 32          | 33          | 33          | 32          | 31          | 30          | 26          | 33          |
| Середній максимум, °C   | 18          | 18          | 20          | 23          | 25          | 28          | 30          | 30          | 29          | 26          | 23          | 20          | 24          |
| Середня температура, °C | 16          | 16          | 18          | 21          | 23          | 26          | 28          | 28          | 27          | 25          | 21          | 18          | 22          |
| Середній мінімум, °C    | 14          | 14          | 16          | 19          | 21          | 24          | 26          | 26          | 25          | 22          | 19          | 16          | 20          |
| Абсолютний мінімум, °C  | 8           | 7           | 8           | 10          | 12          | 17          | 21          | 22          | 21          | 17          | 13          | 10          | 7           |
| Норма опадів, мм        | 120         | 120         | 160         | 160         | 250         | 270         | 270         | 260         | 170         | 160         | 130         | 110         | 2130        |
| ----------------------- | ----------- | ----------- | ----------- | ----------- | ----------- | ----------- | ----------- | ----------- | ----------- | ----------- | ----------- | ----------- | ----------- |
| Джерело: Weatherbase    |             |             |             |             |             |             |             |             |             |             |             |             |             |

## Безпека
- У Насі розташований регіональний штаб Управління морської безпеки Японії. Він забезпечує безпеку кордонів та територіальних вод Японії в районі префектури Окінава.

## Засоби масової інформації
- Телерадіомовна служба NHK.

## Міста-побратими
- Фучжоу, КНР (1981);
- Кавасакі, Канаґава (1996);
- Нічінан, Міядзакі (1969);
- Гонолулу, США (1961);
- Сан-Вісенте, Сан-Паулу, Бразилія (1978).